# 尚佩翁
尚佩翁（法語：Champéon，法語發音：[ʃɑ̃peɔ̃]）是法国马耶讷省的一个市镇，属于马耶讷区。

## 地理
尚佩翁（48°22'2"N, 0°31'4"W）面积21.15 平方千米，位于法国卢瓦尔河地区大区马耶讷省，该省份为法国西北部内陆省份，北起芒什省和奧恩省，西接伊勒-维莱讷省，南至曼恩-卢瓦尔省，东临萨尔特省。
与尚佩翁接壤的市镇（或旧市镇、城区）包括：蒙特勒伊-普莱、阿龙、勒奥尔、马尔西耶城、圣弗兰博-德普里耶尔。

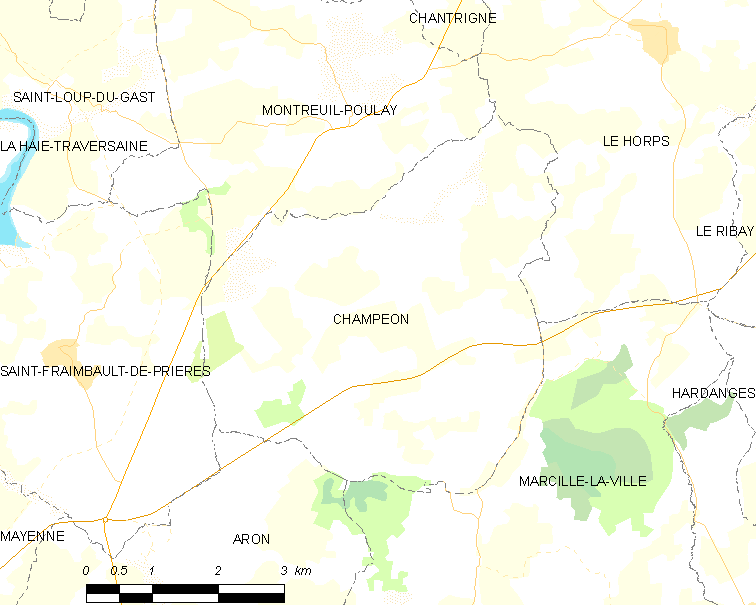
尚佩翁的OSM定位图

尚佩翁的时区为UTC+01:00、UTC+02:00（夏令时）。

## 行政
尚佩翁的邮政编码为53640，INSEE市镇编码为53051。

## 政治
尚佩翁所属的省级选区为拉赛堡县。

## 人口

1962-2008年间尚佩翁人口变化图示

尚佩翁于2022年1月1日时的人口数量为624人。